# Principi màxim
En els camps matemàtics de les equacions en derivades parcials i l'anàlisi geomètrica, el principi màxim és qualsevol d'una col·lecció de resultats i tècniques d'importància fonamental en l'estudi d'equacions diferencials el·líptiques i parabòliques.
En el cas més simple, considereu una funció de dues variables u(x,y) tal que{\displaystyle {\frac {\partial ^{2}u}{\partial x^{2}}}+{\frac {\partial ^{2}u}{\partial y^{2}}}=0.}
El principi màxim feble, en aquesta configuració, diu que per a qualsevol subconjunt precompacte obert M del domini de u, el màxim de u al tancament de M s'aconsegueix al límit de M. El principi de màxim fort diu que, tret que u sigui una funció constant, el màxim també no es pot aconseguir en qualsevol lloc de M.
Aquestes afirmacions donen una imatge qualitativa sorprenent de les solucions de l'equació diferencial donada. Aquesta imatge qualitativa es pot estendre a molts tipus d'equacions diferencials. En moltes situacions, també es poden utilitzar aquests principis màxims per extreure conclusions quantitatives precises sobre solucions d'equacions diferencials, com ara el control de la mida del seu gradient. No hi ha cap principi de màxim únic o més general que s'apliqui a totes les situacions alhora.
En el camp de l'optimització convexa, hi ha una declaració anàloga que afirma que el màxim d'una funció convexa en un conjunt convex compacte s'aconsegueix al límit.